# Comuna Bâra, Neamț
Bâra este o comună în județul Neamț, Moldova, România, formată din satele Bâra (reședința), Negrești și Rediu.

## Așezare
Comuna se află în estul județului, la limita cu județul Iași, în Podișul Moldovei. Este străbătută de șoseaua județeană DJ207A, care o leagă spre sud-vest de Sagna și Roman și spre nord-est de Boghicea și mai departe în județul Iași de Sinești și Popești. Acest drum se intersectează la Bâra cu șoseaua județeană DJ280, care duce spre nord în județul Iași la Oțeleni și Strunga (unde se termină în DN28) și spre sud-est la Stănița și mai departe în județul Iași la Dagâța și în județul Vaslui la Băcești (unde se termină în DN15D).

## Demografie
Componența etnică a comunei Bâra
     Români (87,53%)
     Alte etnii (12,47%)
Componența confesională a comunei Bâra
     Ortodocși (43,86%)
     Romano-catolici (42,43%)
     Alte religii (0,98%)
     Necunoscută (12,73%)
Conform recensământului efectuat în 2021, populația comunei Bâra se ridică la 1.532 de locuitori, în scădere față de recensământul anterior din 2011, când fuseseră înregistrați 1.680 de locuitori. Majoritatea locuitorilor sunt români (87,53%). Din punct de vedere confesional, cei mai mulți locuitori sunt ortodocși (43,86%), cu o minoritate de romano-catolici (42,43%), iar pentru 12,73% nu se cunoaște apartenența confesională.

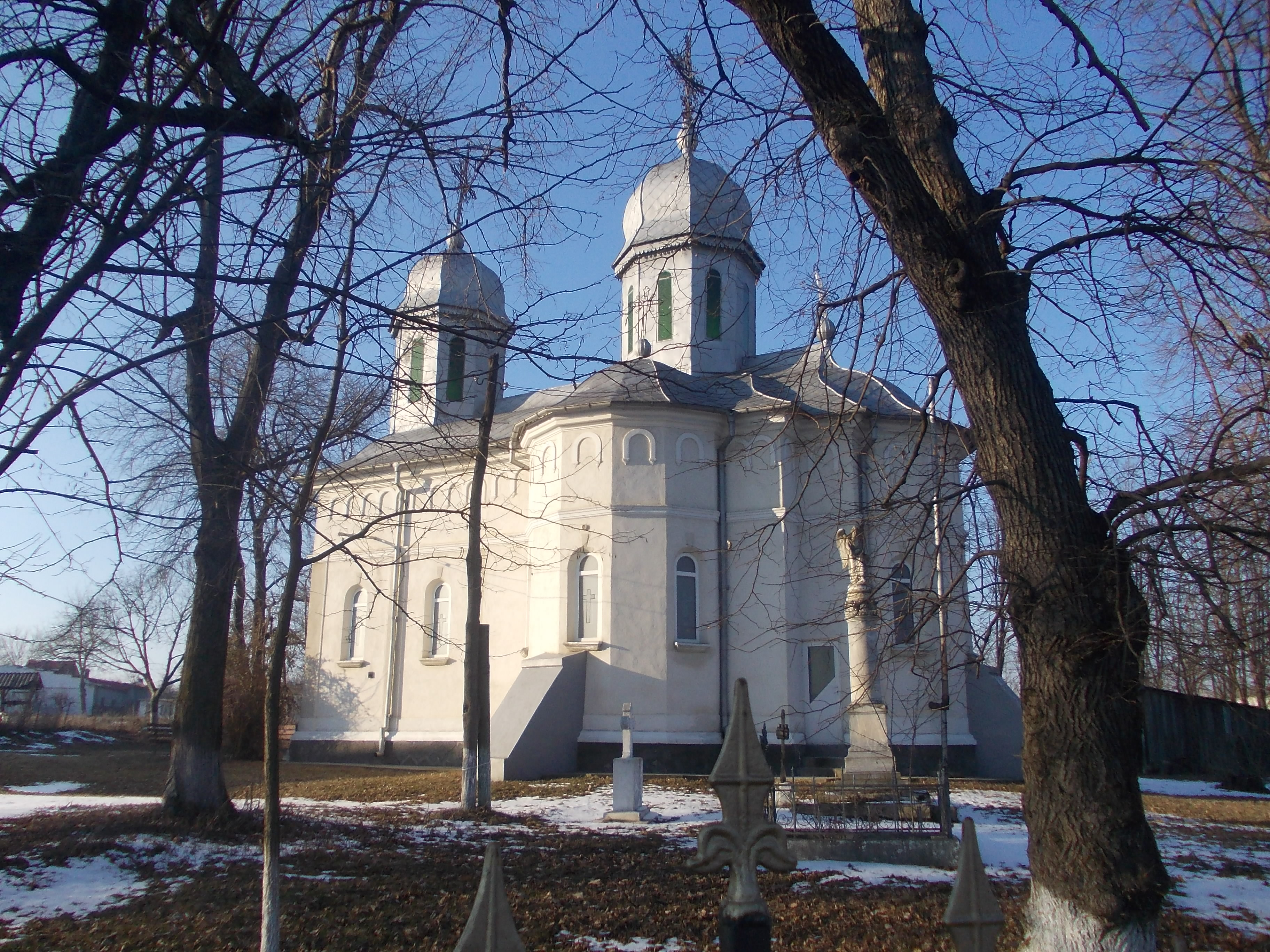
Biserica din Bîra

De asemenea, există și câțiva musulmani (patru la recensământul din 2021) ce își au centrul la Moscheea Maria din Rediu, construită în perioada 2013-2014.  

## Politică și administrație
Comuna Bâra este administrată de un primar și un consiliu local compus din 11 consilieri. Primarul, Vasile-Vlăduț Roșu[*], de la Partidul Național Liberal, este în funcție din 1 noiembrie 2024. Începând cu alegerile locale din 2024, consiliul local are următoarea componență pe partide politice:
|  | Partid                    | Consilieri | Componența Consiliului | Componența Consiliului | Componența Consiliului | Componența Consiliului | Componența Consiliului | Componența Consiliului |
|  | ------------------------- | ---------- | ---------------------- | ---------------------- | ---------------------- | ---------------------- | ---------------------- | ---------------------- |
|  | Partidul Național Liberal | 6          |                        |                        |                        |                        |                        |                        |
|  | Partidul Social Democrat  | 4          |                        |                        |                        |                        |                        |                        |
|  | Partidul S.O.S. România   | 1          |                        |                        |                        |                        |                        |                        |

## Istorie
Prima atestare documentară a localității Bîra este de la 3 septembrie 1428 La sfârșitul secolului al XIX-lea, comuna făcea parte din plasa Siretul de Sus a județului Roman și era formată din localitățile Bâra Sat, Bâra Târg, Oțeleni și Balomirești, având în total 1865 de locuitori; în comună erau trei biserici. Anuarul Socec din 1925 consemnează alipirea la comună a satelor Călugărița-Negrești (fost în comuna Stănița) și Principele Carol; comuna făcea parte din aceeași plasă și avea 2246 de locuitori. În 1931, satele componente ale comunei erau Bâra, Călugărița-Negrești, Oțeleni, Principele Carol și Rediu (preluat de la comuna Doljești), iar spre sfârșitul perioadei interbelice, comuna devenise reședință a plășii I.G. Duca a aceluiași județ. După instaurarea regimului comunist, satul Principele Carol a primit denumirea de Satu Nou
În 1950, comuna a fost transferată raionului Roman din regiunea Bacău (între 1952 și 1956, din regiunea Iași). În timp, satul Oțeleni s-a separat, formând o comună de sine stătătoare; iar în 1964, satul Călugărița-Negrești a luat denumirea de Negrești. În 1968, comuna a trecut la județul Neamț, tot atunci satul Satu Nou fiind desființat și comasat cu satul Rediu, și comunei i-au fost arondate și satele Boghicea, Căușeni, Nistria și Slobozia ale comunei Boghicea, desființată. Comuna Boghicea s-a separat din nou în 2005.

## Monumente istorice
Singurul obiectiv din comuna Bâra inclus în lista monumentelor istorice din județul Neamț este situl arheologic de „la Cetate”, de lângă satul Rediu. Acest sit cuprinde urmele unor așezări din eneolitic (cultura Cucuteni), perioada Halstatt și secolul al IV-lea e.n., precum și ale unei cetăți de pământ din secolul al XVIII-lea.